# Comment construire une machine à explorer le temps
Comment construire une machine à explorer le temps (originellement en anglais : How to build a Time Machine) est un livre de vulgarisation concernant les voyages dans le temps écrit par Paul Davies et paru en 2002 aux États-Unis.

## Contenu
Dans ce livre, Paul Davies décrit le schéma de principe d'un système physiquement envisageable, permettant de voyager dans le temps en créant un trou de ver:
1. un collisionneur crée un plasma quark-gluon. Les accélérateurs d'ions lourds comme le LHC du CERN peuvent produire ces plasmas, à une température de 1013 kelvins.
2. un « imploseur » comprimerait ensuite ce plasma par un facteur 1019 pour atteindre la température de Planck, ce qui formerait éventuellement un minuscule trou de ver. L'énergie nécessaire n'est pas élevée grâce au très faible volume, mais la technologie n'est pas disponible actuellement. Davies propose d'utiliser un dispositif Z-pinch amélioré, en le ceinturant d'une sphère de bombes thermonucléaires.
3. un « inflateur » est ensuite chargé d'agrandir le trou de ver par de l'« énergie négative », correspondant au niveau d'énergie que l'on trouve entre les plaques de l'effet Casimir. Paul Davies propose diverses idées liées à l'énergie du vide ou à l'énergie sombre, mais l'inflateur est certainement le composant le plus hypothétique de la machine…
4. le trou de ver étant créé, le « différentiateur » est chargé de créer une différence temporelle entre ses deux extrémités. On peut soit accélérer une extrémité A, chargée, à vitesse relativiste dans un accélérateur de particules, soit la placer dans le champ gravitationnel d'une étoile à neutrons, pendant que l'extrémité B vieillit en même temps que les expérimentateurs, mettons pendant dix ans.

En entrant dans l'extrémité B, et en ressortant en A, le voyageur remontera dans le temps de dix ans, soit au moment de la création de la machine.
Une telle machine permet d'expliquer le "paradoxe de Hawking" selon lequel, si le voyage temporel était possible, nous aurions la visite de voyageurs temporels. En effet, la machine de Davies ne permet pas de remonter avant le moment de sa construction.